# Vladimír Drobný
Vladimír Drobný (20. února 1887 – 26. dubna 1953) byl československý politik a poslanec Národního shromáždění republiky Československé za Československou socialistickou stranu.

## Biografie
V letech 1918-1920 zasedal v Revolučním národním shromáždění. V parlamentních volbách v roce 1920 získal poslanecké křeslo v Národním shromáždění za Československou stranu socialistickou. Podle údajů k roku 1920 byl profesí tajemníkem Jednoty malozemědělců v Braníku.
Mandátu byl zbaven rozhodnutím volebního soudu roku 1921. Místo něj do sněmovny usedl Josef Pšenička. Důvodem pro zbavení mandátu bylo obvinění, že se při zakládání hospodářských podniků dopouštěl osobních spekulací a měl tak poškodit stranu. Konkrétně měl třeba zneužít dovozního povolení na deset vagónů pomerančů. Drobný na rostoucí kritiku reagoval již v červenci 1921 vydáním manifestu adresovaného malozemědělským organizacím, v němž svůj spor definoval jako ideový a programový. Podobně argumentoval i během zasedání volebního soudu. Strana se podle něj odklonila od původních zásad směrem k internacionalistickému socialismu. Na poslanecké křeslo sám rezignovat nechtěl. Označil se za zástupce jednoty malozemědělců, jejichž zájmy chtěl obhajovat i nadále. Po vystoupení z klubu do zbavení mandátu byl hospitantem v klubu živnostenské strany.
V únoru 1939 se zmiňuje jako bývalý poslanec a předseda svépomocné vystěhovalecké akce z Československa do Bolívie.